# Lucien Dodin
Pour les articles homonymes, voir Dodin.
Lucien Jules Émile André Dodin est un inventeur français né le 1er octobre 1900 à Challans et mort le 10 septembre 1989 à Montpellier.

## Biographie
Lucien Dodin fait des études d'architecte à l'École des beaux-arts, mais installé peu avant la grande crise de 1928, ne trouve pas de clients.
Passionné de photo, il remarque que la photographie amateur est généralement le fait des gens aisés (à cette époque) et qu'il y a un grand manque de matériel. Il se lance alors dans la fabrication d'agrandisseurs. Il commence ainsi une carrière d'inventeur prolifique dans le domaine de la photo et de l'optique.
Le 1er janvier 1947 il est engagé par la société Alsaphot en tant que conseiller technique. Il conçoit les plans du « Cyclope » et de l'« Alsaflex ».

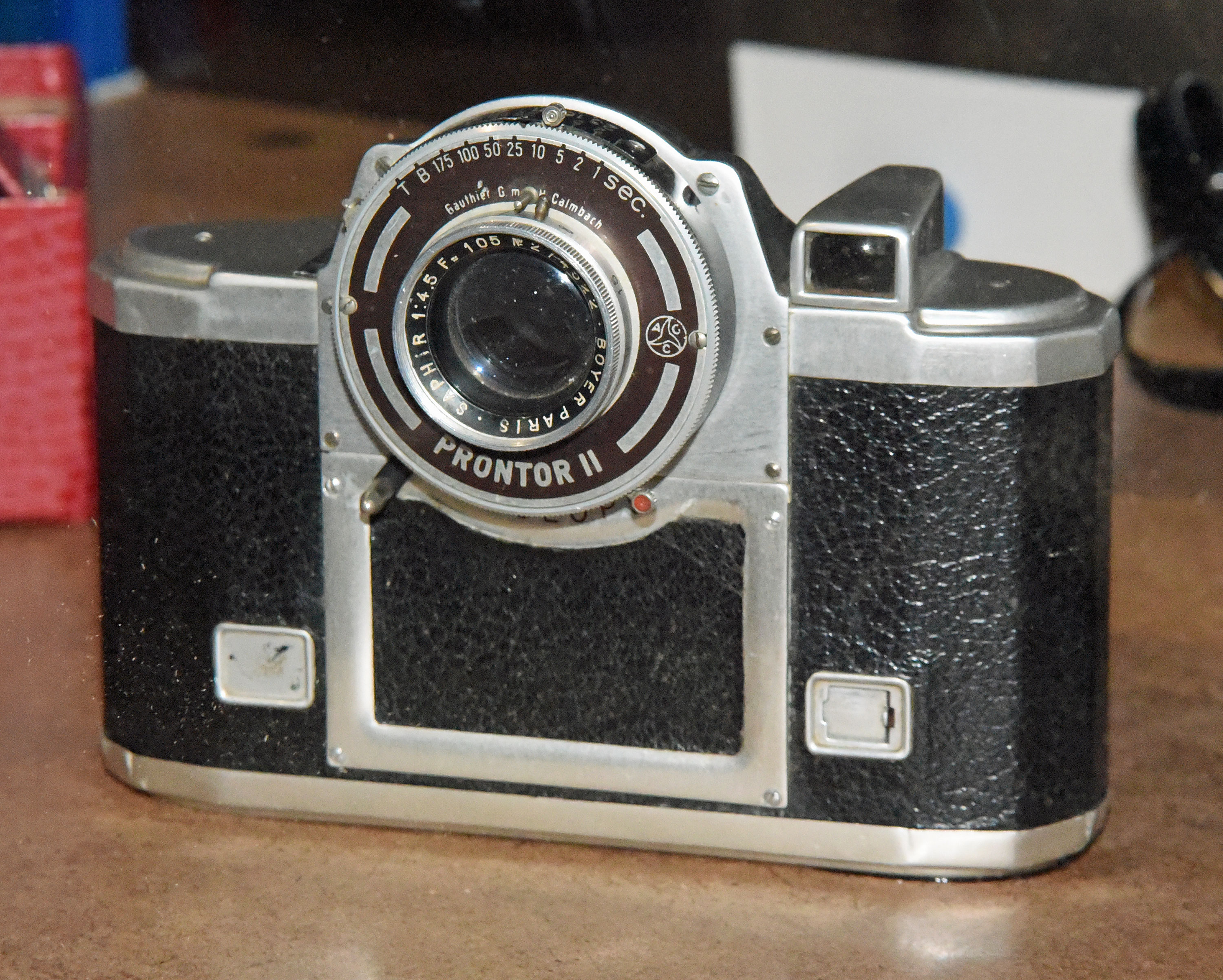
Alsaphot Cyclope

Le Cyclope est présenté en 1949. Appareil révolutionnaire car bien qu'utilisant les films 6 x 9 standard il comporte un boîtier rigide sans soufflet ni tube rentrant. L'objectif est dans le même plan que le film grâce à un jeu de miroirs. Le bloc très compact fait que les vibrations dues à l'obturateur sont réduites au minimum. Cet appareil aura peu de succès (~2000 appareils vendus) mais sa rareté le fait désormais rechercher par les collectionneurs.
L'Alsaflex est un des tout premiers appareils reflex à objectif interchangeable et armement rapide (par une crémaillère, système qui n'a plus été utilisé depuis). Utilisant du film 35 mm mais un format carré (24×24) il n'a pas dépassé le stade du prototype. Il n'y en a eu que quatre ou cinq exemplaires d'origine en état de marche, la fabrication n'ayant pas pu suivre.

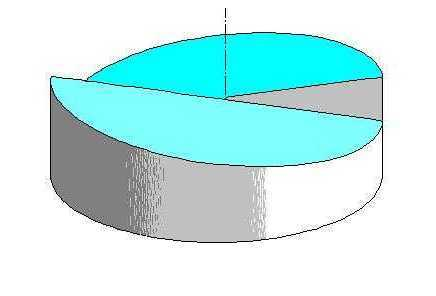
Stigmometre1

Mais l'invention la plus célèbre de Lucien Dodin est le « stigmomètre » qu'il préfère appeler «télémètre à champ coupé» ou «télémètre Dodin» qui sera utilisé par quasiment tous les fabricants d'appareils photographiques reflex. La maison Zeiss Ikon, qui a été la première à l'utiliser sur son Contaflex, offre à Lucien Dodin un Contaflex II gravé "A.M. Dodin" "Souvenir amical 28-4-58".
Après la disparition d'Alsaphot, Lucien Dodin se dirige vers la fabrication de prismes et de lentilles, avec des instruments qu'il fabrique lui-même (tour d'optique, en particulier). Il est un des derniers artisans français à fabriquer à la commande ce genre de produit. Ses principaux clients sont les laboratoires universitaires.
Les clients se faisant rares, Lucien Dodin change à nouveau de métier et se fait imprimeur offset. L'achat d'une presse d'occasion et les nombreux réglages qu'elle nécessite rendent cette transition difficile. Ses principaux clients sont des cabinets d'architectes, la photocopie n'étant pas encore répandue.
Lucien Dodin a toujours beaucoup écrit dans les revues. Devenu imprimeur il était tout naturel qu'il devienne aussi éditeur. Il édite un Manuel du tailleur et polisseur de verres d'optique (épuisé chez l'éditeur, mais disponible en ligne) qui a un grand succès auprès des astronomes amateurs désireux de construire eux-mêmes leur télescope. Il édite aussi ses mémoires et divers autres ouvrages techniques.
Ses publications les plus curieuses sont les feuilles volantes, sorte de revue sur abonnement, formée de pages recto-verso, avec les contenus les plus divers, depuis les articles techniques les plus ardus jusqu'aux interventions farfelues.
Lucien Dodin, passionné par ses différents métiers au point d'avoir nommé sa maison « Les Prismes », ne sait pas prendre de vacances. Il a beaucoup de mal à prendre sa retraite et finit sa vie en relisant les romans policiers qui faisaient son délice, ceux des grandes années du polar américain, les Stanley Gardner ou Ellery Queen.[anecdotique et non sourcé]

## Œuvres
- Manuel du propriétaire-architecte ou Art de faire construire sa maison, Nantes, 1930.
- Notes pour une psychologie mathématique, Nantes, 1942.
- À la poursuite d'une méthode, système heuristique, Les Prismes, Montpellier, 1958.
- Dictionnaire du petit offset, Les Prismes, Montpellier, 1968.
- [L']Imprimerie en petit offset, ses possibilités, ses limites pour l'édition artistique, publicitaire, technique, Les Prismes, Montpellier, s.d.
- Aventures d'un individu au 20e siècle : mémoires, Les Prismes, Montpellier, 1969.
- Manuel du tailleur et polisseur de verres d'optique, Les Prismes, Montpellier, 1961, 1964 et 1966 ; éd. du Cagire, Toulouse, 1984  (ISBN 2868110037)
- [La ]Philosophie d'un ingénieur, Les Prismes, Montpellier, 1986.